# Ievgueni Ivànovitx Alekséiev
Ievgueni Ivànovitx Alekséiev (rus: Евгений Иванович Алексеев), nascut el 13 de maig de 1843 a Sant Petersburg, mort el 27 de maig de 1917 a Ialta, fou un almirall i polític rus, cap militar de la flota imperial de Rússia, comandant en cap de les forces imperials durant la Guerra russo-japonesa, virrei d'Extrem-Orient (1903-1904), ajudant-general i membre del Consell d'Estat (1905). Va participar a gran nombre d'expedicions per mar i va efectuar tres voltes del món (1863-1867), (1880-1883), (1886).

## Família
Fils il·legítim d'Alexandre II de Rússia, fou criat en la família del tinent Ivan Maksímovitx Alekséiev (1796-1849).

## Biografia

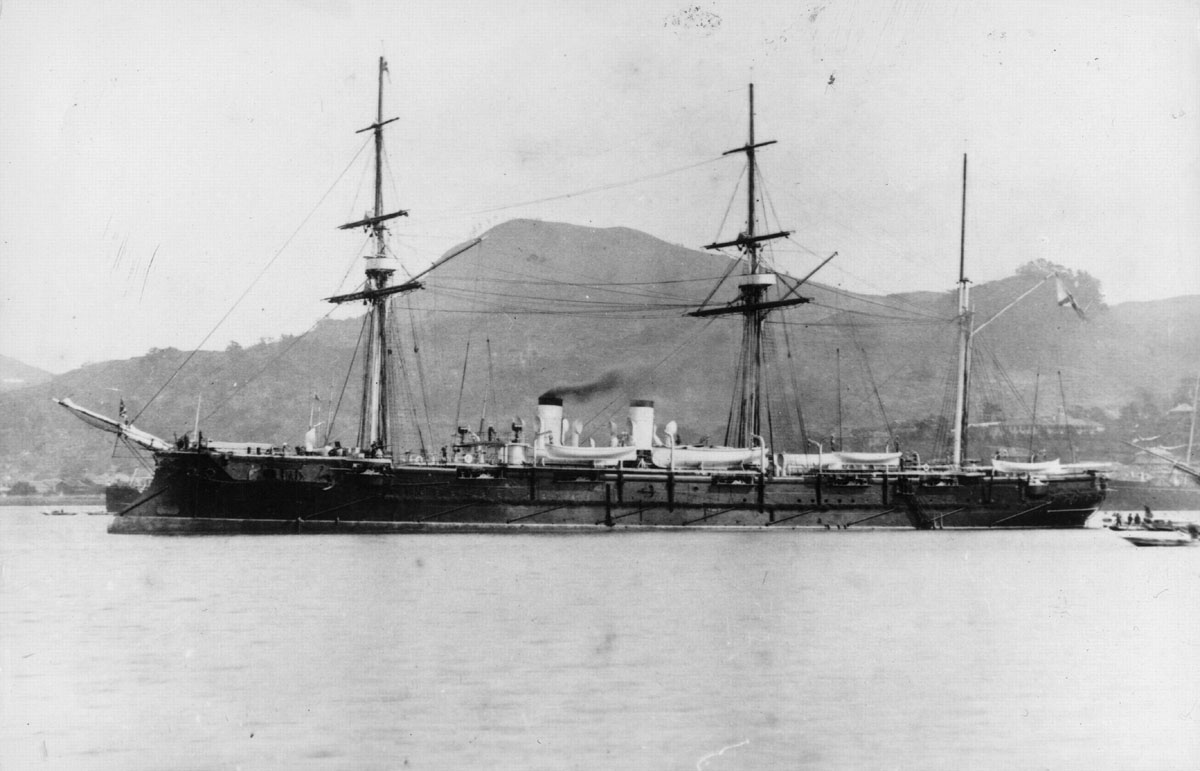
El creuer Amiral Kornilov

Ievgueni Ivànovitx Alekséiev va entrar a l'Escola del Cos naval dels Cadets a l'edat de tretze anys i en sortir diplomat el 1863. Va efectuar la seva primera volta del món a bord de la corvette Varyag (1863-1867) i fou nomenat aspirant de marina l'any 1867. Entre1869 i 1871, va servir a bord del clipper Yahont, a continuació de 1872 a 1873 va navegar sobre el clipper Le Perle i de 1873 a 1875 sobre la fragata El Príncep Pojarski. Sobre el creuer L'Àfrica, va exercir el comandament de 1880 a 1883 i va efectuar la seva segona volta del món. En 1883, va ocupar la plaça d'agent del ministeri de la Marina a l'ambaixada russa a França. Promogut l'any 1886, al grau de capità (primer rang) va manar a continuació el creuer Almirall Kornílov (posats en servei l'agost de 1889 - posats fora de servei el 2 de maig de 1911) i va efectuar la seva tercera volta del món. Promogut a continuació a contra-almirall, va ocupar les funcions de sots-cap d'estat-major general de la marina. El 1891 va acompanyar al tsarévitx Nicolau (futur Nicolau II de Rússia) en el seu viatge a l'Extrem-Orient. De 1895 a 1897, va manar la flota del Pacífic i va ser el cap de l'esquadra de la mar Negra.
El 1899, Ievgueni Ivànovitx Alekséiev fou posat al capdavant de les tropes navals de la província de Guandong (situada al sud de la Manxúria) i de la Flota del Pacífic. Va prendre part a la repressió de la rebel·lió dels bòxers a la Xina (novembre 1899-1901), fet que li comportar ésser condecorat amb l'Orde de l'Àguila blanca amb espasa. Li va ser igualment donada una espasa d'or amb diamants i promogut a adjudant-general.
El 30 de juliol de 1903, Nicolau II va promoure Ievgueni Ivànovitx Alekséiev a almirall de la Marina imperial de Rússia i el va nomenar virrei d'Extrem-Orient. Va defensar els interessos del seu país, i demostrà una certa hostilitat cap al Japó.
El 28 de gener de 1904, el tsar va nomenar l'almirall Alekséiev comandant en cap de totes les forces terrestres i navals de l'Extrem-Orient. Però greus dissensions entre el comandant en cap de les tropes de Manxúria, l'almirall Kuropatkin, i l'almirall Alekséiev va provocar greus tensions (el primer advocava per la planificació d'una campanya de defensa, el segon per l'atac). El 1904 va rebre l'Orde de Sant Jordi (tercera classe).
Després de la destrucció de la flota russa a Port Arthur (28 de juliol 1904) i la derrota del riu de Shahe (5 d'octubre al 17 d'octubre de 1904, Nicolau II el va destituir del seu comandement el 12 d'octubre de 1904 i fou reemplaçat pel general Aleksei Nicolàievitx Kuropatkin.
El juny de 1905, l'almirall Alekséiev va ser admès al Consell d'Estat. L'abril de 1917, va ser destituït de les seves funcions.

### Defunció
L'almirall Alekséiev va morir el 27 de maig de 1917 a Ialta.

## Distincions
- 1901: Orde de l'Àguila blanca (amb espasa)
- 1904: Orde de Sant Jordi (tercera classe)
- Orde de Sant Vladimir (primera classe)
- Orde de Sant Vladimir (segona classe)
- Orde de Sant Vladimir (tercera classe)
- Orde de Sant Vladimir (quarta classe)
- Orde de Sant Alexandre Nevski
- Orde de Santa Anna (primera classe)
- Orde de Santa Anna (segona classe)
- Orde de Santa Anna (tercera classe)
- Orde de Sant Estanislau (primera classe)
- Orde de Sant Estanislau (segona classe)
- Orde de Sant Estanislau (tercera classe)

## Font
- Henri Troyat, Nicolau II de Rússia